# Autoroute A3 (Slovénie)
Pour les articles homonymes, voir A3 et Autoroute A3.
L'autoroute A3 (slovène : Avtocesta A3) est une autoroute slovène de 11,3 km allant de l'A1 (au nord-est de Koper) à la frontière italienne.

## Histoire
La construction de l'autoroute a commencé en 1994. La section entre l'A1 (Divača) et Dane (en), longue de 8,4 km, a été ouverte le 8 décembre 1995. La dernière section entre Dane et la frontière italienne, longue de 3,8 km, a été ouverte le 14 novembre 1997.

## Parcours
- Échangeur entre A3 et A1 ( 45) : Ljubljana, Koper
- 1 : Sežana-vzhod, Nova Gorica
- 2 : Sežana-zahod, Lokev (en)
- Italie RA 14

## Routes européennes
- E61
- E70